# Blagoje Vidinić
Blagoje Vidinić (en macedonio: Благоја Видиниќ; *Skopie, 11 de noviembre de 1934 - Estrasburgo, 29 de diciembre de 2006) fue un guardameta y entrenador de fútbol macedonio, de origen serbio.

## Trayectoria
Comenzó sus prácticas como guardameta en la división inferior del club F. K. Vardar de su ciudad natal, y debutó profesionalmente en 1952, en este mismo equipo. En 1955 es transferido al club FK Radnički Jugopetrol de Belgrado, en donde permaneció hasta 1961. La temporada siguiente fue fichado por el OFK Belgrado, club con el cual obtuvo la Copa de Yugoslavia de 1962. Dos años más tarde pasó al equipo FC Sion de Suiza, en donde logró el título de la Copa de Suiza en 1965.
En 1967 se traslada a Estados Unidos para integrar el equipo Los Angeles Toros de la North American Soccer League y al año siguiente continúa en el club, el cual cambia de sede a San Diego. En 1969 termina su carrera como jugador en el San Luis Stars.
Fue guardameta de la selección de Yugoslavia en el campeonato de fútbol de los Juegos Olímpicos de Melbourne 1956 en donde obtuvo la medalla de plata y en los Juegos Olímpicos de Roma 1960 en donde logró la medalla de oro. También participó en la Eurocopa 1960 en la cual fueron subcampeones.
Tras su retiro como jugador, comienza su carrera como técnico, en la cual dirigió tres selecciones nacionales. Su primer reto fue en la selección de Marruecos, equipo que dirigió en el Mundial de 1970, donde fue eliminado en la primera ronda. Luego entrenó a Zaire desde 1972 hasta 1976, terminando cuarto en la Copa Africana de Naciones 1972, campeón de la Copa Africana de Naciones 1974 y clasificando al Mundial de 1974, donde fue eliminado en la primera ronda. Terminó su carrera dirigiendo a Colombia desde 1976 hasta 1979, con la cual participó en la Copa América 1979, la cual fue eliminada en la primera ronda.

## Clubes

### Como jugador
| Club              | País           | Año       | Partidos |
| ----------------- | -------------- | --------- | -------- |
| Vardar            | Yugoslavia     | 1951-1954 | 144      |
| Radnički Belgrado | Yugoslavia     | 1955-1961 | 123      |
| OFK Belgrado      | Yugoslavia     | 1962-1964 | 33       |
| Sion              | Suiza          | 1964-1966 |          |
| Los Angeles Toros | Estados Unidos | 1967      | 20       |
| San Diego Toros   | Estados Unidos | 1968      | 4        |
| San Luis Stars    | Estados Unidos | 1969      | 23       |

### Como entrenador
| Club               | País      | Año       | Partidos dirigidos |
| ------------------ | --------- | --------- | ------------------ |
| Selección Absoluta | Marruecos | 1970-1971 |                    |
| FAR Rabat          | Marruecos | 1971-1972 |                    |
| Selección Absoluta | Zaire     | 1972-1976 |                    |
| Selección Absoluta | Colombia  | 1976-1979 |                    |